# Kittos-Gruppe

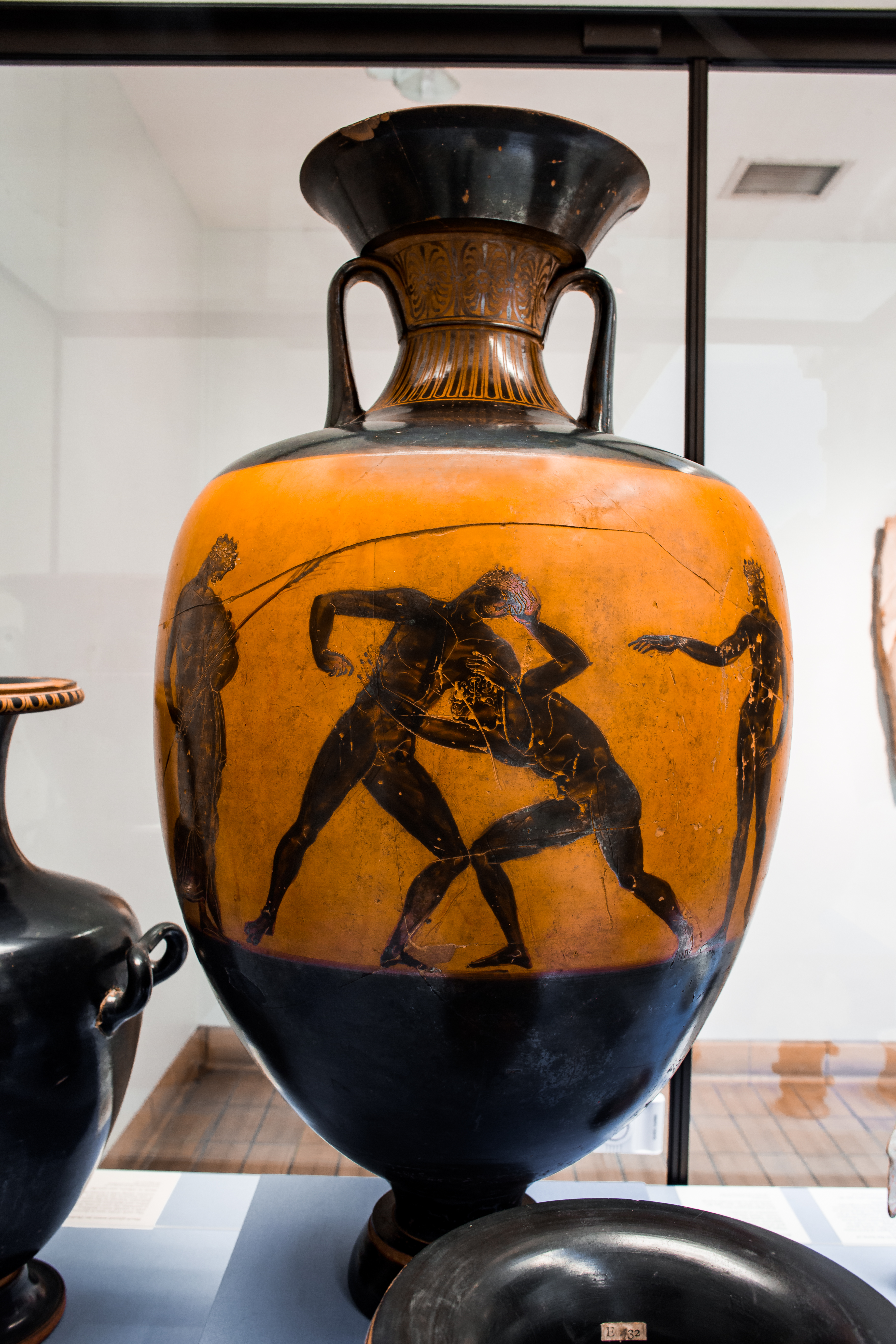
Preisamphora der Kittos-Gruppe: Beazleys Nummer 1 mit der Töpfersignatur des Kittos. Pankrationszene. British Museum (B 604)

Als Kittos-Gruppe wird eine Gruppe attischer Vasenmaler bezeichnet, die um 370 bis 360 v. Chr. panathenäische Preisamphoren produzierte.
Auf den Vasen Beazley Nr. 2 bis 4 wird der Archon Polyzelos (367/66 v. Chr.) als beauftragender Beamter genannt, Nr. 1 zeigt an Stelle der Beamteninschrift die Töpfersignatur des Töpfers Kittos, dabei handelt es sich wahrscheinlich um das Probestück zur Erlangung des offiziellen Auftrages für die Preisamphoren der Panathenäen. Bei Nr. 5 handelt es sich um eine etwas kleinere Pseudo-Preisamphora.

## Werke
1. London, British Museum B 604, aus Taucheira in der Kyrenaika. Pankration.
2. Brüssel, Musées Royaux d’Art et d’Histoire A 1703, aus Bengasi in der Kyrenaika. Läufer.
3. New York, Metropolitan Museum of Art 56.171.6 (ehemals San Simeon, Hearst Castle), aus der Kyrenaika. Läufer.
4. London, British Museum B 603, aus Teucheira in der Kyrenaika. Ringer.
5. London, British Museum B 612, aus Teucheira in der Kyrenaika. Boxer.